# Skytrax
Skytrax ist eine britische Unternehmensberatung, die eine Website mit Bewertungen und Ranglisten von Fluggesellschaften und Flughäfen betreibt. Skytrax selbst besteht aus zwei Geschäftsbereichen: einerseits einem kostenpflichtigen Beratungsdienst, der Qualitätszertifizierungen für Flughäfen und Fluggesellschaften in Form von Sternebewertungen erbringt; andererseits dem World Airport and World Airline Awards, die auf Umfragen zur Passagierzufriedenheit beruhen und deren Teilnahme für Fluggesellschaften und Flughäfen kostenfrei ist. Vor dem Hintergrund der kostenpflichtigen Beratungsleistungen wird Skytrax wegen eines möglichen Interessenkonflikts kritisiert.
Es handelt sich bei den Umfrageergebnissen um auf Erfahrungswerten der Reisenden beruhende Bewertungen der Fluggesellschaften und Flughäfen. Dazu besteht die Möglichkeit, Bewertungen auf der englischsprachigen Webpräsenz von Skytrax wahlweise anonym oder verifiziert zu hinterlassen. Innerhalb derselben Kategorie kann je IP-Adresse eine Bewertung eingereicht werden. Hierbei können Kabinenpersonal, Flughäfen, Fluggesellschaften, Lounges, Bordunterhaltung, Bordverpflegung und verschiedene andere Elemente von Flugreisen bewertet werden. Die Fluggesellschaften werden nach ihrer erlebten Leistung bezüglich Servicequalität, Sitzkomfort, Catering etc. bewertet und erhalten je nach Ergebnis Auszeichnungen von fünf Sternen für sehr gute Leistungen bis hinab zu einem Stern. Zudem werden einmal jährlich die World Airline Awards an diejenigen Gesellschaften vergeben, die durch ihre positiven Bewertungen besonders hervorstachen – sowohl insgesamt als auch nach Regionen und Beförderungsklassen.

## Kritik und Zweifel an der Objektivität
Kritiker werfen der Firma eine völlige Intransparenz bei ihren Bewertungsverfahren vor. „Eine allgemein anerkannte, seriöse und mit Autorität ausgestattete Instanz zur Bewertung von Fluggesellschaften gibt es nicht“, urteilte Andreas Spaeth in der Frankfurter Allgemeine Sonntagszeitung. Kritisch wird hierbei vor allem der Interessenkonflikt zwischen der Unternehmensberatung und den Auszeichnungen gesehen.
Im Jahr 2011 ließ die Vergabe einer Fünf-Sterne-Bewertung an Hainan Airlines durch Skytrax im Anschluss an ein Beratungsprojekt, das Skytrax für die Fluggesellschaft durchgeführt hatte, Zweifel an der Objektivität der Auszeichnung aufkommen.
Im Jahr 2012 reichte das Online-Untersuchungsunternehmen KwikChex fünf Beschwerden irreführender Werbung beim britischen Werberat Advertising Standards Authority (ASA) ein. Diese Beschwerden bezogen sich auf Aussagen auf der Skytrax Website zu Umfang und Zuverlässigkeit der eingereichten Bewertungen. So wurde von Skytrax beispielsweise angeführt, dass Bewertungen auf den Ergebnissen von „mehr als fünf Millionen Bewertungen“ beruhen würden. Demgegenüber jedoch fand ASA heraus, dass Besucher der Skytrax-Website wohl nur auf etwa 400.000 dieser Beiträge zugreifen könnten. Die Behörde gab allen fünf Beschwerden statt, und Skytrax erklärte sich bereit, einige Werbeformulierungen zu ändern.
Ein weiterer kurioser Fall, welcher Zweifel an der Objektivität der Bewertungen aufkommen lässt, ist der Umstand, dass der Umsteigeservice am Ninoy Aquino International Airport zwischen zwei Philippine-Airlines-Flügen mit vier von fünf möglichen Sternen bewertet wird, obwohl die Fluggesellschaft dort von zwei verschiedenen und nicht untereinander verbundenen Terminals operiert, wobei der Wechsel zwischen den Terminals das Verlassen des Flughafens erforderlich macht und die für den Terminalwechsel erforderlichen Busse oder selbst zu organisierenden Taxifahrten eigenständig vom Passagier aufzusuchen sind. Philippine Airlines gibt auf seiner offiziellen Webseite für den Terminalwechsel minimal einzuplanende Umsteigezeiten von zwei Stunden bzw. zweieinhalb Stunden an.

## Ranglisten 2024
| Rang | Fluggesellschaft              |
| ---- | ----------------------------- |
| 1    | Qatar Airways                 |
| 2    | Singapore Airlines            |
| 3    | Emirates                      |
| 4    | All Nippon Airways            |
| 5    | Cathay Pacific                |
| 6    | Japan Airlines                |
| 7    | Turkish Airlines              |
| 8    | EVA Air                       |
| 9    | Air France                    |
| 10   | Swiss International Air Lines |

| Rang | Fluggesellschaft   |
| ---- | ------------------ |
| 1    | Cathay Pacific     |
| 2    | Qatar Airways      |
| 3    | Singapore Airlines |
| 4    | Japan Airlines     |
| 5    | EVA Air            |
| 6    | All Nippon Airways |
| 7    | Emirates           |
| 8    | Hainan Airlines    |
| 9    | Turkish Airlines   |
| 10   | Saudia             |

## Jahreslisten

### Fluggesellschaft des Jahres(Airline of the year)
| Jahr | Sieger             | zweiter Platz              | dritter Platz      |
| ---- | ------------------ | -------------------------- | ------------------ |
| 2001 | Emirates           | Singapore Airlines         | Cathay Pacific     |
| 2002 | Emirates           | Cathay Pacific             | Singapore Airlines |
| 2003 | Cathay Pacific     | Emirates                   | Singapore Airlines |
| 2004 | Singapore Airlines | Emirates                   | Cathay Pacific     |
| 2005 | Cathay Pacific     | Qantas Airways             | Emirates           |
| 2006 | British Airways    | Qantas Airways             | Cathay Pacific     |
| 2007 | Singapore Airlines | Thai Airways International | Cathay Pacific     |
| 2008 | Singapore Airlines | Cathay Pacific             | Qantas             |
| 2009 | Cathay Pacific     | Singapore Airlines         | Asiana Airlines    |
| 2010 | Asiana Airlines    | Singapore Airlines         | Qatar Airways      |
| 2011 | Qatar Airways      | Singapore Airlines         | Asiana Airlines    |
| 2012 | Qatar Airways      | Asiana Airlines            | Singapore Airlines |
| 2013 | Emirates           | Qatar Airways              | Singapore Airlines |
| 2014 | Cathay Pacific     | Qatar Airways              | Singapore Airlines |
| 2015 | Qatar Airways      | Singapore Airlines         | Cathay Pacific     |
| 2016 | Emirates           | Qatar Airways              | Singapore Airlines |
| 2017 | Qatar Airways      | Singapore Airlines         | All Nippon Airways |
| 2018 | Singapore Airlines | Qatar Airways              | All Nippon Airways |
| 2019 | Qatar Airways      | Singapore Airlines         | All Nippon Airways |
| 2021 | Qatar Airways      | Singapore Airlines         | All Nippon Airways |
| 2022 | Qatar Airways      | Singapore Airlines         | Emirates           |
| 2023 | Singapore Airlines | Qatar Airways              | All Nippon Airways |
| 2024 | Qatar Airways      | Singapore Airlines         | Emirates           |

Der World Airline Awards von Skytrax ist die weltweit angesehenste Auszeichnung für Fluggesellschaften. Mehr als 18,8 Millionen Passagiere aus über 100 Ländern werden in einem zehnmonatigen Zeitraum jedes Jahr für den World Airline Awards befragt.

### Flughafen des Jahres(Airport of the year)
| Jahr | Auszeichnung Gold                | Auszeichnung Silber                                    | Auszeichnung Bronze                          |
| ---- | -------------------------------- | ------------------------------------------------------ | -------------------------------------------- |
| 1999 | Amsterdam Airport Schiphol       | –                                                      | –                                            |
| 2000 | Singapore Changi Airport         | –                                                      | –                                            |
| 2001 | Hong Kong International Airport  | Kuala Lumpur International Airport                     | Singapore Changi Airport                     |
| 2002 | Hong Kong International Airport  | Singapore Changi Airport                               | Sydney Kingsford Smith International Airport |
| 2003 | Hong Kong International Airport  | Singapore Changi Airport                               | Dubai International Airport                  |
| 2004 | Hong Kong International Airport  | Singapore Changi Airport                               | Amsterdam Airport Schiphol                   |
| 2005 | Hong Kong International Airport  | Singapore Changi Airport                               | Incheon International Airport                |
| 2006 | Singapore Changi Airport         | Hong Kong International Airport                        | Flughafen München                            |
| 2007 | Hong Kong International Airport  | Incheon International Airport Singapore Changi Airport | –                                            |
| 2008 | Hong Kong International Airport  | Singapore Changi Airport                               | Incheon International Airport                |
| 2009 | Incheon International Airport    | Hong Kong International Airport                        | Singapore Changi Airport                     |
| 2010 | Singapore Changi Airport         | Incheon International Airport                          | Hong Kong International Airport              |
| 2011 | Hong Kong International Airport  | Singapore Changi Airport                               | Incheon International Airport                |
| 2012 | Incheon International Airport    | Singapore Changi Airport                               | Hong Kong International Airport              |
| 2013 | Singapore Changi Airport         | Incheon International Airport                          | Amsterdam Airport Schiphol                   |
| 2014 | Singapore Changi Airport         | Incheon International Airport                          | Flughafen München                            |
| 2015 | Singapore Changi Airport         | Incheon International Airport                          | Flughafen München                            |
| 2016 | Singapore Changi Airport         | Incheon International Airport                          | Flughafen München                            |
| 2017 | Singapore Changi Airport         | Tokyo International Airport                            | Incheon International Airport                |
| 2018 | Singapore Changi Airport         | Incheon International                                  | Tokyo International Airport                  |
| 2019 | Singapore Changi Airport         | Tokyo International Airport                            | Incheon International Airport                |
| 2020 | Singapore Changi Airport         | Tokyo International Airport                            | Doha Hamad International Airport             |
| 2021 | Doha Hamad International Airport | Tokyo International Airport                            | Singapore Changi Airport                     |
| 2022 | Doha Hamad International Airport | Tokyo International Airport                            | Singapore Changi Airport                     |
| 2023 | Singapore Changi Airport         | Doha Hamad International Airport                       | Tokyo International Airport                  |
| 2024 | Doha Hamad International Airport | Singapore Changi Airport                               | Incheon International Airport                |

Für die Auszeichnungen des Jahres 2011 wurden 11,38 Millionen Personen aus über 100 Nationen befragt. Mehr als 240 Flughäfen wurden dabei erfasst.